# Al Sieber

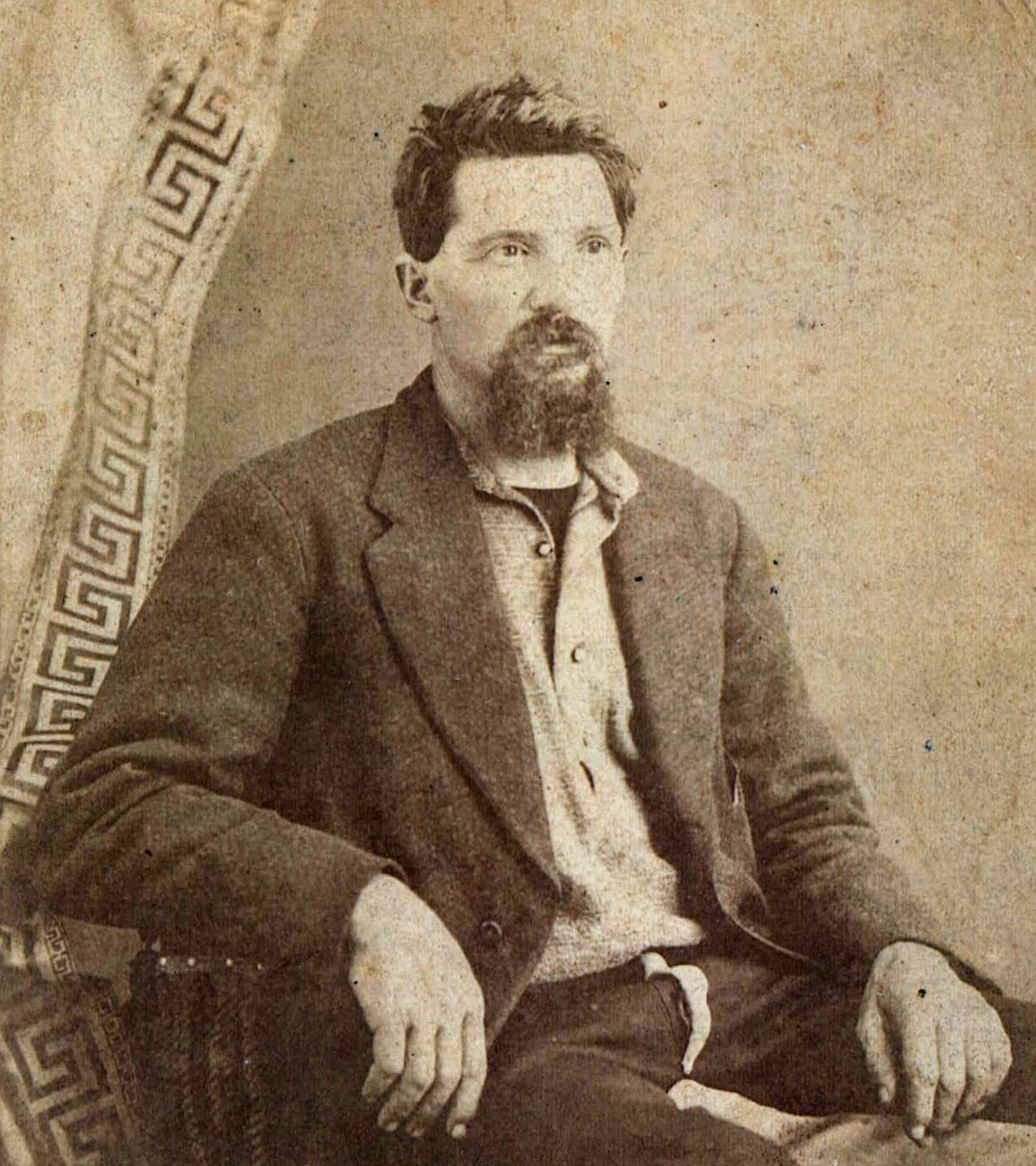
Albert Sieber im Februar 1874 in Arizona. Aufnahme von Flanders & Penelon, Photographic Artists.

Al Sieber (* 27. Februar 1843 in Mingolsheim im Kraichgau, Baden; † 19. Februar 1907 am Apachen-Trail in Gila County, Arizona, Vereinigte Staaten), eigentlich Albert Sieber, war ein deutscher Auswanderer, der als Soldat im Bürgerkrieg sowie als Kundschafter (Scout) und Dolmetscher in der United States Army aktiv war.

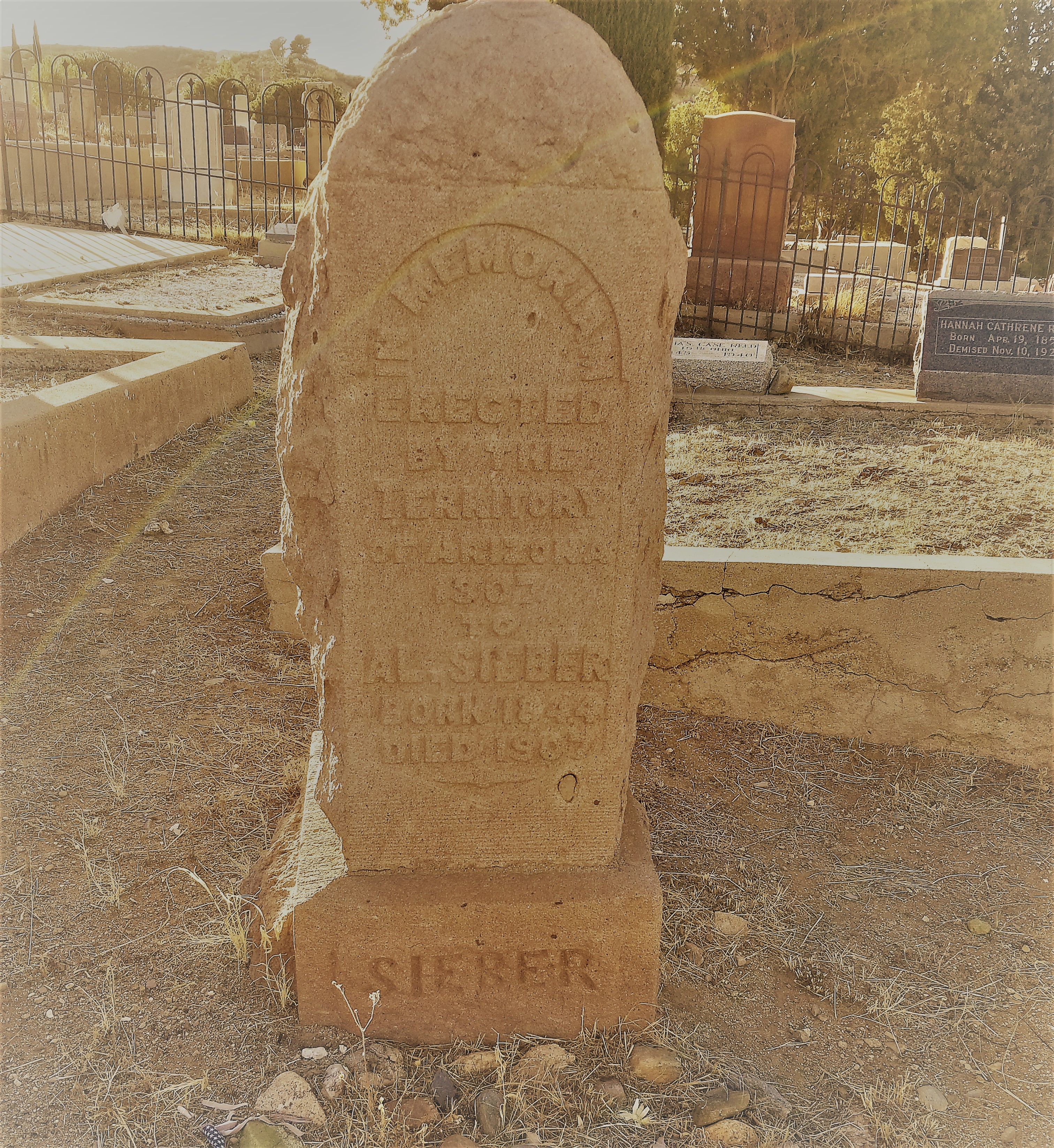
Siebers Grabstein in Globe (Arizona) 2018.

Unter anderem wurde er mit der Gefangennahme der Häuptlinge der Chiricahua-Apachen Cochise und Geronimo beauftragt. Er diente unter den Generalen George Stoneman, George Crook, August Valentin Kautz, Orlando Bolivar Willcox Benjamin Grierson, und Nelson Appleton Miles.
Sieber wurde von Historikern zu den herausragendsten Gestalten der Grenzgeschichte Arizonas gezählt und neben Persönlichkeiten wie John Clum, Mangas Coloradas oder Tom Jeffords gestellt. Er kannte die bedeutendsten Führer und Persönlichkeiten der Apachen: Massai, Eskiminzin, Cochise und dessen Sohn Naiche, Chiricahua-Loco, Geronimo und Chato.

## Leben

### Familie
Sieber wurde am 27. Februar 1843 als 13. von 14 Kindern geboren. Er wurde am 1. März 1843 in der St.-Lambertus-Kirche in Mingolsheim getauft. Sein Vater Johannes, von Beruf Müller, starb im Alter von 46 Jahren am 16. September 1845 in Mingolsheim. Seine Mutter Eva Katharina geborene Fischer (* 10. Februar 1802) stammte aus Rauenberg. Sie starb Ende September 1889 in Minneapolis. Sechs ihrer Kinder starben bereits im Kindesalter.

### Auswanderung

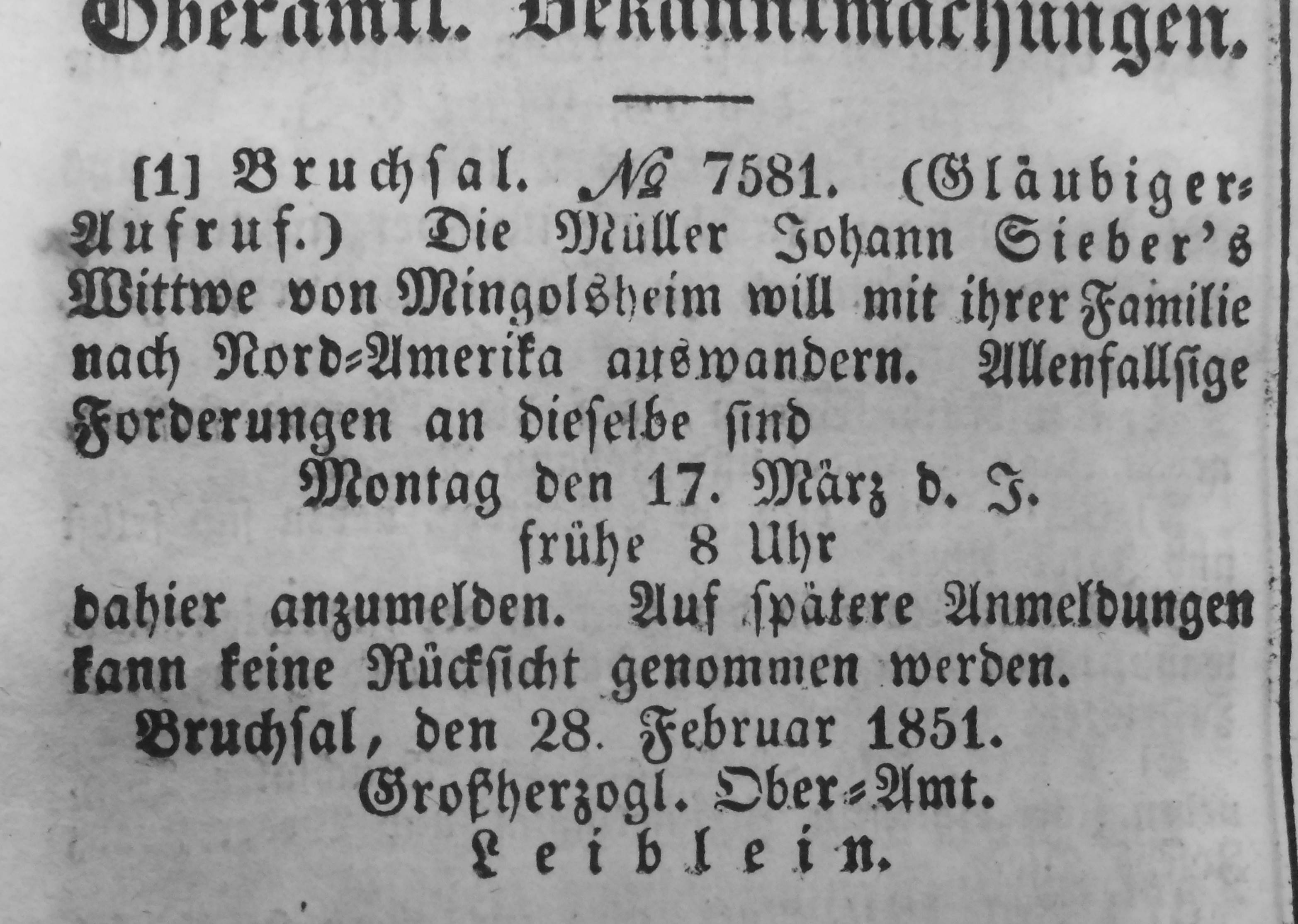
Gläubigeraufruf des Oberamtes Bruchsal wegen Auswanderung

Johannes (1823–1909), der älteste Bruder Al Siebers, war Teilnehmer der Badischen Revolution. Auf seiner Flucht erreichte er Le Havre. Er informierte seine Mutter, dass er eine Möglichkeit gefunden habe, nach Nordamerika auszuwandern. Die Witwe war durch den Verlust ihres Mannes und die Abwesenheit ihres ältesten Sohnes ohne gesichertes Einkommen. Um das notwendige Geld für die Überfahrt aufbringen zu können, verkaufte sie das ihr verbliebene Hab und Gut an Verwandte und Nachbarn. Im Frühjahr 1851 machte sie sich mit den restlichen sieben Kindern auf nach Le Havre, von wo aus die ganze Familie nach Nordamerika auswanderte. Am 29. Mai 1851 legte das Segelschiff Duchesse D'Orleans in New York an.

### Kindheit
Sieber wuchs in Lancaster (Pennsylvania), im Siedlungsgebiet der Pennsylvania Deutschen in der Nähe des Conestoga-Flusses auf – in jenem Gebiet, in dem auch die berühmten Conestoga-Planwagen gebaut wurden, die zahllose Siedler in den Westen brachten. Alberts Schwester Theresia heiratete um 1856 in Minneapolis den Schweizer Einwanderer Henry Oswald. Daraufhin zog die ganze Familie nach Minneapolis in Minnesota.

### Kriegszeit

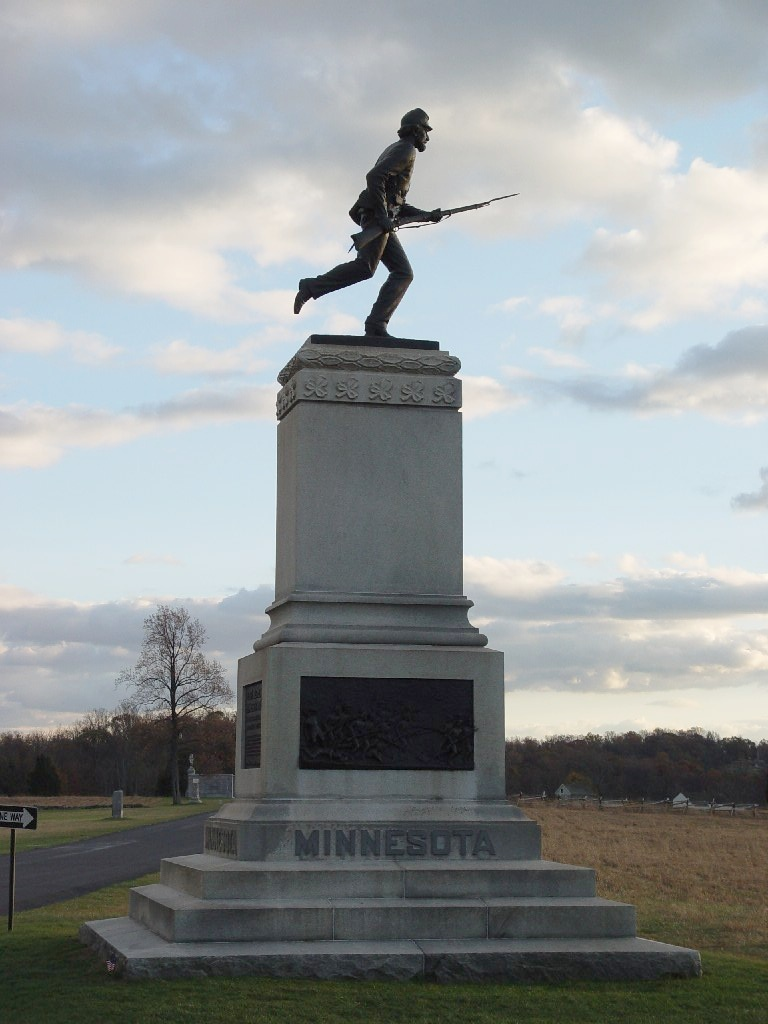
Denkmal in Gettysburg für das 1. Minnesota Regiment

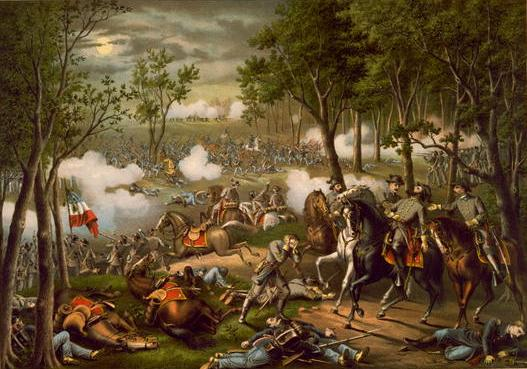
Schlacht bei Chancellorsville

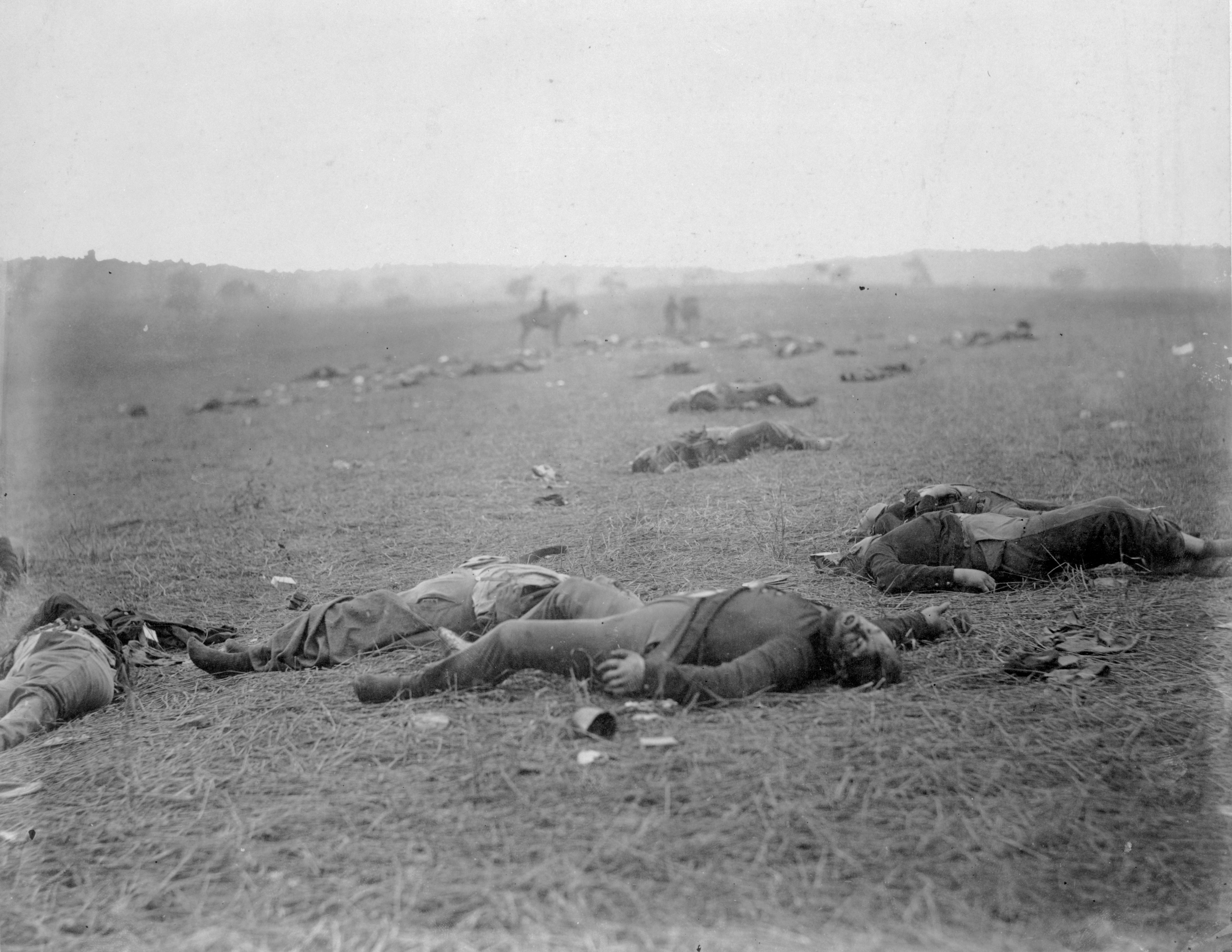
„Die Ernte des Todes.“ Gettysburg, Juli 1863. Kriegsfotograf Timothy H. O’Sullivan

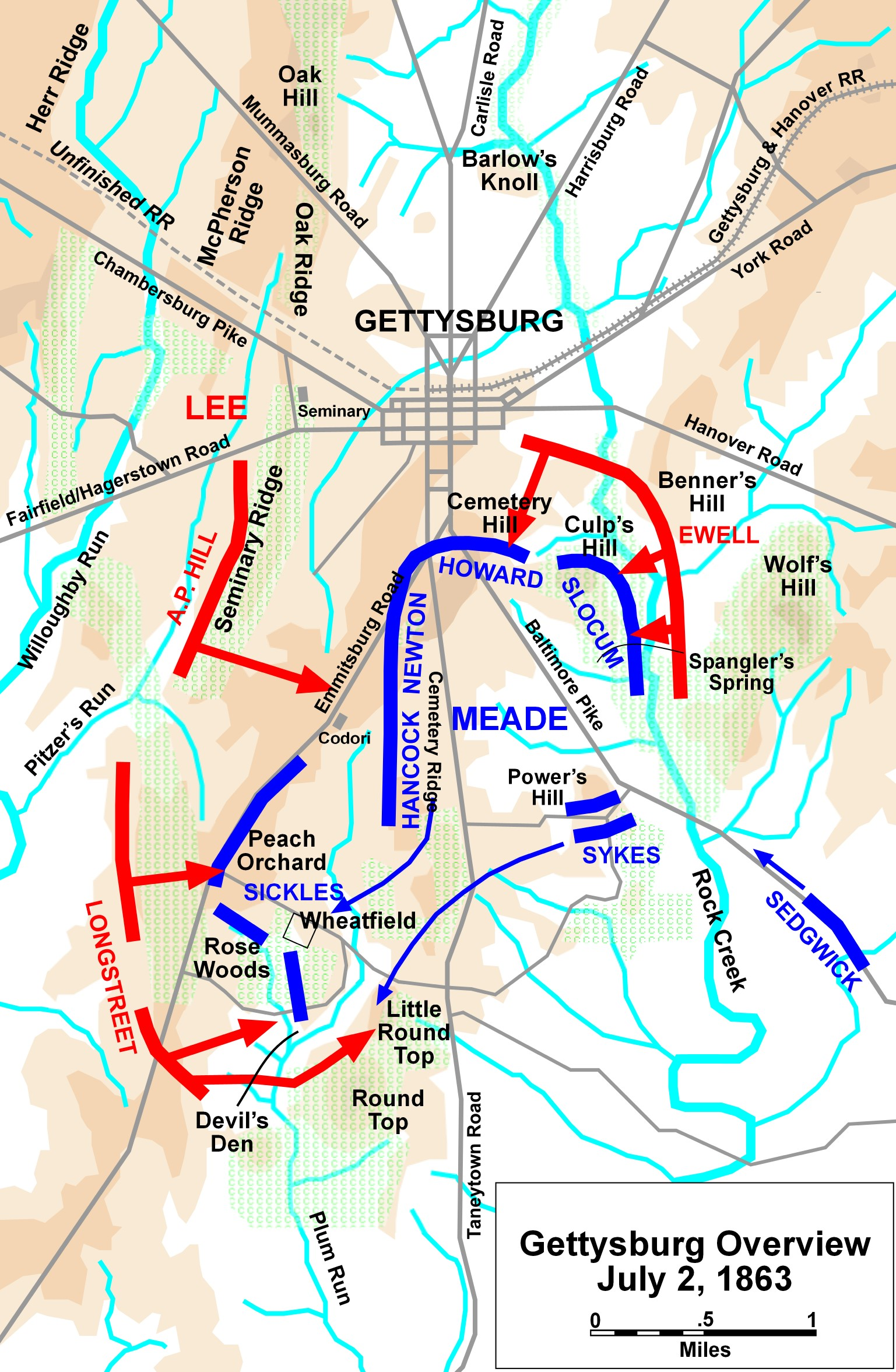
Gettysburg am 2. Juli 1863

Während des Amerikanischen Bürgerkrieges verpflichtete sich Albert Sieber mit neunzehn Jahren auf der Seite der Nordstaaten am 4. März 1862 für drei Jahre als Scharfschütze. Er wurde dem „Ersten Minnesota-Regiment“ zugeteilt, das zu mehr als 60 Prozent aus Deutschstämmigen bestand. Er gehörte zur „Infantry Company B“. Seine Unterschrift ist als „Albert Sebers“ auf der Verpflichtungserklärung zu erkennen. Sieber kämpfte auf der Seite der Nordstaaten und nahm an vier Schlachten teil.
Seinen ersten Kampfeinsatz hatte er am 17. September 1862 in der Schlacht am Antietam zu bestehen. Am 13. Dezember 1862 focht er in der blutigen Schlacht von Fredericksburg. Fünf Monate später nahm er an der Schlacht bei Chancellorsville (1. bis 4. Mai 1863) teil. Sein letzter Kampfeinsatz im Sezessionskrieg erfolgte in der Schlacht von Gettysburg (1. bis 3. Juli 1863).
In den Abendstunden des 2. Juli 1863, dem zweiten Tag der Schlacht in Gettysburg wurde sein Regiment zur Verteidigung der „Cemetery Ridge“ eingesetzt, wobei es bei den Kampfhandlungen ganz allein auf sich gestellt war. Der unter General Winfield Scott Hancock durchgeführte Gegenangriff dieser 262 Mann gegen eine mehr als fünffache Übermacht forderte einen überaus hohen Blutzoll: Von 262 Mann des Regiments fielen 75, und weitere 174 wurden verwundet, nur einzelne blieben unverletzt. Damit lag die Gefallenenrate bei über 28 Prozent der Ausgangsstärke, was den prozentual höchsten Verlust bedeutete, den jemals ein Regiment der US-Armee erlitt. Albert Sieber erlitt dabei durch einen Granatsplitter eine offene Schädelverletzung auf der rechten Seite, außerdem war sein rechter Unterschenkel durch einen Durchschuss vom Knöchel bis zum Knie aufgerissen. Trotz der Schwere der Verletzungen überlebte er, und am 30. August 1863 wurde er schließlich zur Genesung ins Army-Hospital Fairfax nahe Alexandria (Virginia) verlegt; die Rekonvaleszenz dauerte ein halbes Jahr. Nachdem er seine Kräfte wiedererlangt hatte, kam er jedoch nicht mehr zur kämpfenden Truppe zurück, sondern verrichtete bis zur Kapitulation der Nord-Virginia-Armee bei Appomattox einen Dienst als Wachmann beim 1. Veteranen-Regiment der Reserve in einem Kriegsgefangenenlager bei Elmira, New York. Am 19. Dezember 1864 wurde ihm der Rang eines Korporals verliehen. Nach Kriegsende wurde Sieber am 15. Juli 1865 mit einer Prämie von 300 Dollar ehrenhaft aus der Company B, First Minnesota Infantry entlassen.

### Wanderschaft
Nach dem Krieg zog es Sieber um 1866, unbewusst den Spuren von Mark Twain folgend, zu den Silberminen in ein Silbercamp bei Virginia City – Nevada und danach die Goldfelder von Kalifornien. Weil er auch hier keinen Erfolg hatte und von Wegelagerern der letzten 50 Cent beraubt wurde, schloss er sich 1868 einigen Männern an, die Pferde nach Prescott (Arizona) trieben. In Prescott lernte er den berühmten John Hance kennen, der 40 Jahre lang den Grand Canyon vom Anfang bis zum Ende durchwanderte und dabei neue Wege erschloss. Eine lebenslange Freundschaft entstand unter diesen Kameraden.
Von 1868 bis 1871 fand er eine Anstellung als Vorarbeiter auf der Ranch von Curtis Coe Bean im Williamson Valley, Yavapai County in Arizona. Hier gab es nur wenige verstreute Siedler, die aber unter den ständigen Angriffen der Apachen zu leiden hatten. Von den Soldaten konnten sie nur wenig Schutz erwarten, sie mussten zur Selbsthilfe greifen. Sieber errang sich bald einen Namen unter den Weißen, weil er die Verteidigung gegen die Apachen organisierte. Als Führer der Siedler brachte er den Indianern eine empfindliche Schlappe bei, tötete eine Anzahl von ihnen, verjagte den Rest und rettete Hab und Gut der Siedler samt ihrem Vieh.

### Scout

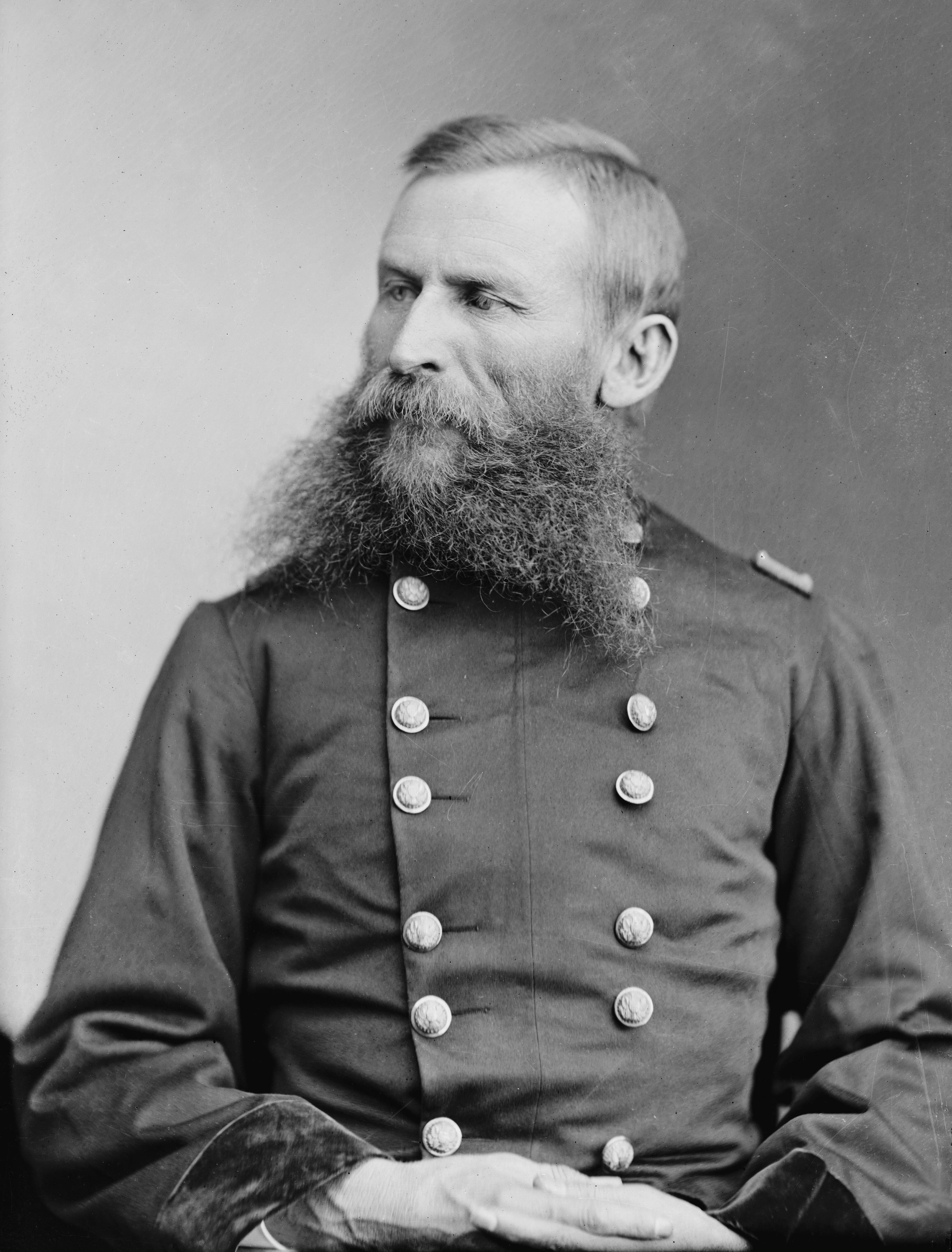
General George Crook

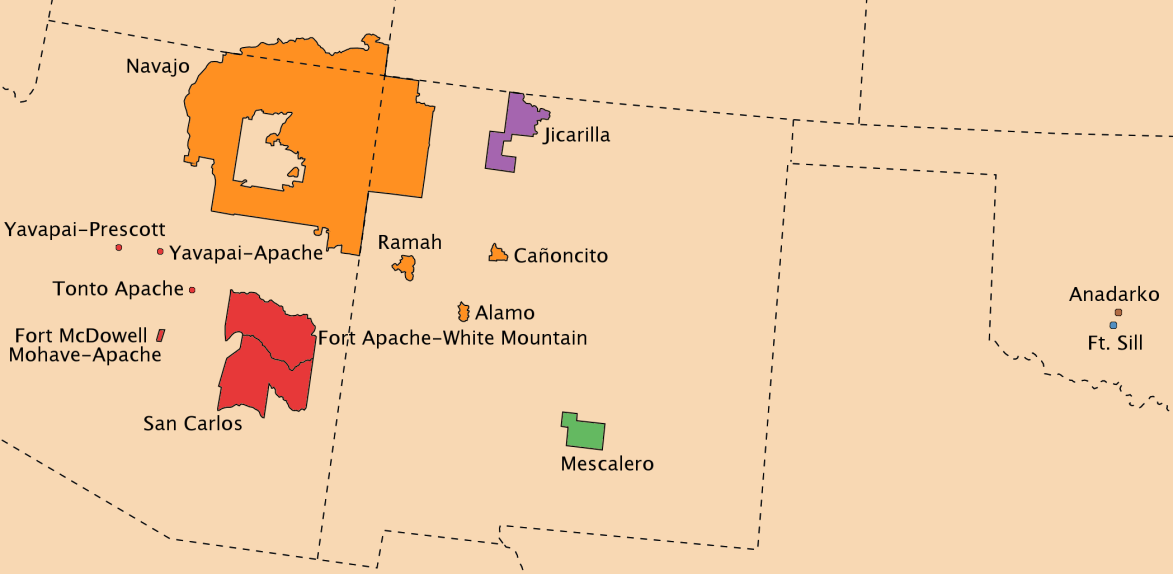
Das Apachengebiet um San Carlos

Im Juli 1871 wurde Sieber von General George Stoneman als Armeescout und Chef der Kundschafter eingestellt und trat an die Stelle von Archie McIntosh. Sieber war seinerzeit der einzige Scout, der ab diesem Zeitpunkt durchgehend auf der Gehaltsliste der Regierung stand. Neben Sieber standen noch andere bekannte Scouts wie Tom Horn Mickey Free und Joe Felmer unter Befehl des Nachfolgers von Stoneman, General George Crook. Bis zum 1. Dezember 1890 diente Al Sieber als Chief-Scout in Arizona, zu einer Zeit, als dieser Posten zu den gefährlichsten in den Staaten gehörte. Sieber selbst wurde bei den Kämpfen 29 mal durch Messer, Kugeln oder Pfeile verwundet.   Er war unter den Apachen bekannt als „das Bleichgesicht, das keine Angst kannte“. Crook hatte die Idee, Apachen als weitere Scouts anzuwerben und für den Kampf gegen andere Apachen einzusetzen. In der Folgezeit war Sieber als Chief-Scout verantwortlich für 86 Hualapai-Apachen-Scouts. Er betätigte sich als Kundschafter, Dolmetscher, Führer, Fährtenleser und als Verhandlungsführer zwischen den verschiedenen Indianerstämmen und dem Militär. Wochenlang war er der einzige Weiße, der sich unter 30 bis 100 Indianerscouts im Apachengebiet auf Patrouille und in ständigen Kämpfen mit feindlichen Indianern befand. Er war auch ein scharfer Beobachter und wurde bald zu einem Kenner des Indianercharakters Sieber wurde zu einer legendären Gestalt und zu einem der berühmtesten Pfadfinder der Grenzgeschichte des Territoriums Arizona. Der Schriftsteller Dan L. Thrapp bezeichnete Al Sieber als Schlüsselfigur im Kampf gegen die Apachen. Sieber nahm an mehr Kämpfen gegen Apachen teil als Daniel Boone, Jim Bridger und Kit Carson zusammen und soll hierbei 153 von ihnen getötet haben. Als Crook am 6. April 1873 mit der Umsiedlung der Kwevkepaya- und Wipukepa-Yavapai (damals meist als Apache Mohave, Yavapai-Apachen oder Tonto-Apache bezeichnet) und der mit ihnen verbündeten und verwandten Tonto-Apachen (damals auch als Yavapai-Apache bezeichnet) unter der Führung von Häuptling Eschetlepan (auch Chalipun)   und 2.300 Indianern nach Camp Verde begonnen hatte, blieb Sieber dort, um bei deren Verwaltung in dem weiträumigen Gebiet zu helfen.

### Yavapai-Apache Exodus Day
Im Februar 1875 wurde Sieber beauftragt, bei einer erneuten Umsiedlung von 1500 Indianern der Yavapai- und der Tonto-Apachen vom Camp Verde nach San Carlos (Arizona) zu helfen, da durch die Konzentrationspolitik das Übergangslager Verde geschlossen wurde. Dies war ein äußerst gefährliches Unterfangen, das Hualapai-, Yavapai- und Tonto-Apachen zusammen brachte. Sieber führte die Tonto-Apachen an der Spitze an. Diese Umsiedlung war eine der tragischsten in der Geschichte von Arizona. Sie begann am 27. Februar 1875 und wurde unter dem brutalen Kommando des Commissioners Levi Edwin Dudley ausgeführt. Anstatt die längere, aber sichere Packwagenstraße zu benutzen, wurden die Indianer gezwungen, die kürzere, jedoch durch Hochwasser führende Flüsse, über Bergpässe und durch enge Canyons zu nehmen, und dies bei einer Entfernung von über 300 km bis zum Ziel, dem San-Carlos-Reservat. Unterwegs wurden ungefähr 25 Kinder geboren. Zudem fand die Umsiedlung während des Winters statt, und viele Indianer starben dabei, vor allem ältere Menschen, Frauen und Kinder in Schnee und Kälte. Eine weitere Tragödie fand nahe der Mazatzal-Berge statt. Die Hualapais und Yavapais hatten sich zuletzt immer von den Tonto-Apachen getrennt gehalten. Als die verfeindeten Stämme nun aber zwangsläufig wieder zusammentrafen, entluden sich nach zehn Tagen plötzlich die Spannungen. Als jemand rief: „Tötet die Tontos!“, brach eine wilde Schießerei los. Sieber und die Kavallerie stürzten sich zwischen die beiden feindlichen Parteien, beendeten die Schießerei und verhinderten so ein größeres Massaker. Neben zahlreichen Verletzten waren bei den Indianern auch mindestens fünf Todesopfer zu beklagen. Von den 1426 Verde-Indianern erreichten schließlich nach einer Volkszählung 1361 ihr Ziel. Noch heute wird an dieses Ereignis jedes Jahr mit dem Yavapai-Apache Exodus Day erinnert. Die ganze Geschichte dieser unnötigen und unmenschlichen Umsiedlung wird man niemals erfahren, denn die Aufzeichnungen von Dr. Corbusiers wurden 1906 bei dem Brand von San Francisco zerstört.
Im Sommer 1875 wurden weitere achthundert Apachen zur Umsiedlung von Fort Apache in das Indianerreservat San Carlos gezwungen.
Al Sieber gelang es 1875 bei seinen Erkundungsritten im Verde-Tal, eine Kupferader ausfindig zu machen und ließ den Besitzanspruch (Claim) 1876 für sich eintragen. Die Mine wurde später als „Little Daisy Mine“ berühmt, sie lag in den Mingus Mountains auf dem Cleopatra-Hill nahe bei dem späteren Ort Jerome (Arizona). 1883 verkauften er und zwei andere Beteiligte den Claim für zusammen 15.500 Dollar. Von einer weiteren Mine, der 1875 in der Nähe des Ox Bow Hills im Payson District und nach ihm benannten entdeckten „Ox-Bow-Mine“, erfuhr Sieber 1875 und erkundete sie gemeinsam mit D.C. Morland und William St. John.
Im Winter 1877 war die Staatskasse leer, es standen keine Mittel zur Bezahlung der Scouts zur Verfügung. Sieber und Tom Horn wurde unbezahlter Urlaub gegeben. Beide erkundeten die nähere Umgebung und trafen im Cochise County auf ihren bekannten Freund und Ex-Scout Ed Schieffelin. Schieffelins Partner Lenox war von Apachen ermordet worden. Lenox und Schieffelin hatten Silber in einem Schacht gefunden. Nun war er mit einer Verstärkung von 60 kampfbereiten Männern aus Kalifornien unterwegs, um seine Mine zu verteidigen und auszubeuten. Sieber und Horn konnten bei dem späteren Tombstone auch eine weitere Mine ausfindig machen, deren Claim beide eintragen ließen. Mit der Hirschjagd verdienten sie nebenbei ein wenig. Im Frühjahr 1878 wurden beide von dem neu eingesetzten General Willcox wieder nach Fort Wipple befohlen. Ihren Minen-Claim konnten sie zuvor noch für 2800 $ an Charley Leach verkaufen, was für sie nach acht Monaten ein einträgliches Geschäft war.
Namentlich bekannte „Al Sieber–Claims“:
- Er hielt 1/5 Beteiligungen an: Hal and Al, Dan and Mack, Monroe Doctrine, Arbitration, Lost Coon, Fraction, Wedge, Sure Thing, und Iron Cop, welche alle im Gila County lagen. Für all diese Claims erhielt er zusammen 1000 $.
- Einen halben Anteil hatte er an den drei Salt–Riverclaims: Sulphide N° 1, N° 2 und N° 3. Obwohl sie nichts erbrachten, wurden sie mit je 500 $ bewertet.
- Im Del Shay Basin lagen die Last Chance und Blackbird beide Gold-Claims.[34]
- Im Pinto Creek war ein Kupfer–Claim der ein paar hundert Dollar einbrachte.[35]
- weitere Claims (über 72) wurden von ihm bis 1898 im Pinto Creek vermittelt.[36][37]

### Battle of Big Dry Wash
Position des Kampfgebietes: 34° 27′ 15,1″ N, 111° 15′ 2,5″ W

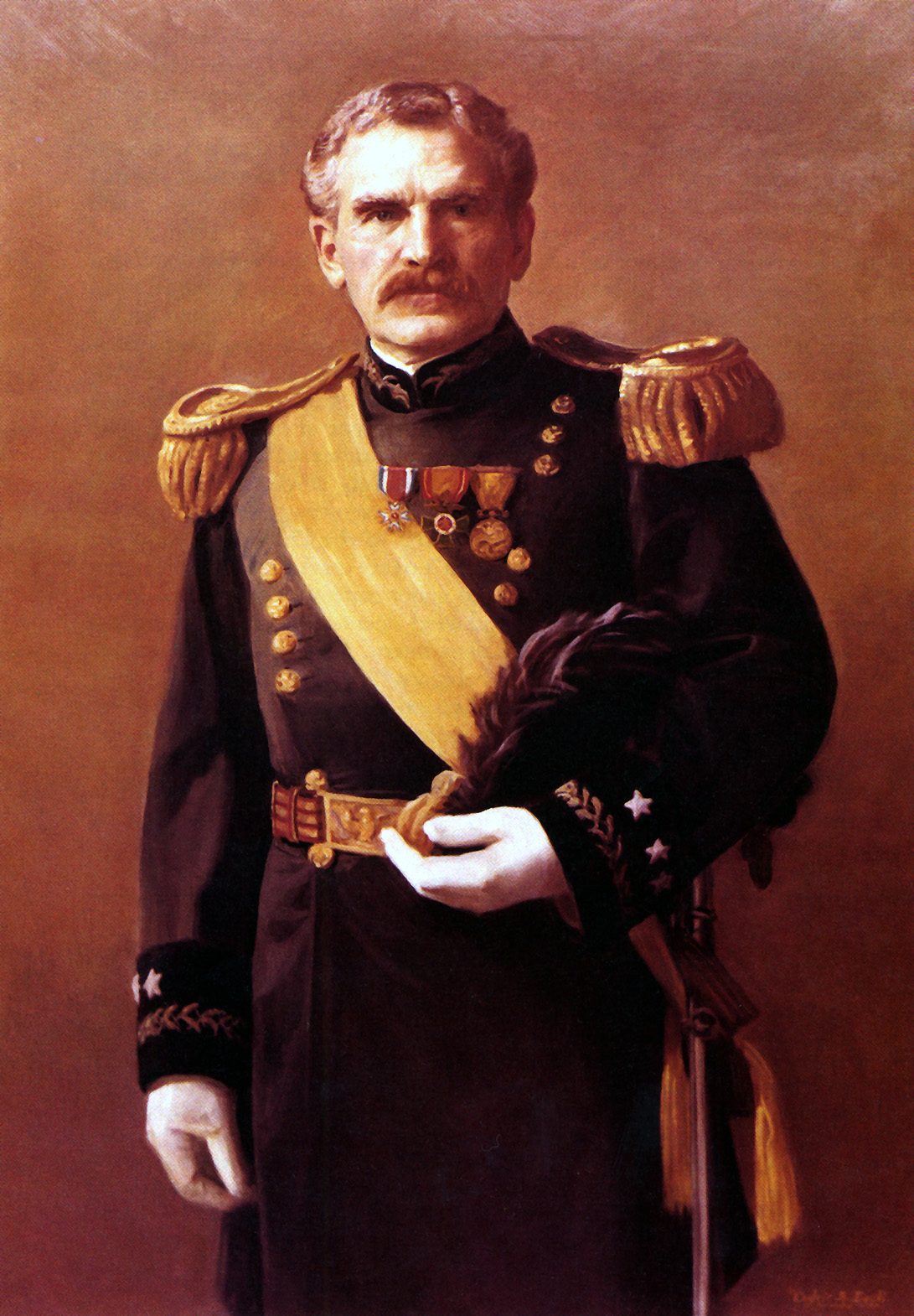
General Adna R. Chaffee

Am 7. Juli 1882 hatten die San Carlos Apachen ihr Reservat verlassen und waren auf dem Kriegspfad.
Der Farmer John Meadow war am 17. Juli 1882  auf seiner Ranch beim Diamond Valley von diesen ausgebrochenen Apachen getötet worden. Ebenfalls am 17. Juli 1882, wurde der Scout Captain J. L. Colvig („Cibicue Charlie“) und drei weitere Männer von ungefähr sechzig White Mountain Apachen im San-Carlos-Reservat ermordet. Die Attentäter entkamen nach dem Anschlag und flüchteten sengend und mordend in die Berge. Fünf Kompanien der 3. und 6. Kavallerie unter Leitung des Captain Adna Chaffee nahmen die Verfolgung auf. Sieber und seine Scouts begleiteten sie. Der kräfteverzehrende Weg führte durch das Tonto-Becken und entlang der Mogollon Berge. Die Flüchtlinge waren durch Rauchsignale vor dem Anrücken der Soldaten gewarnt. Oberhalb eines Nebenflusses des East Clear Creek am Rand eines über 300 Meter tiefen Canyons sammelten die Apachen Felsbrocken, um sie auf die Soldaten hinunterzustürzen, sobald diese darunter durchritten. Sieber entdeckte auf seiner Erkundung die Falle. Die sofort gewarnte Kavallerie konnte die Apachen umzingeln. Im folgenden Kampf, der 37 Meilen südöstlich der Stadt Sedona stattfand, wurden sechzehn Apachen mit ihrem Anführer Na-ti-o-tish durch Schüsse gezwungen ihr Felsenversteck zu verlassen. Die Restlichen entkamen in der Dunkelheit. Second Lieutenant George H. Morgan wurde bei diesem Gefecht am Herz von einer Kugel getroffen. Er überlebte, jedoch konnte die Kugel nicht herausoperiert werden. Für seine Tapferkeit wurde er mit der Ehrenmedaille ausgezeichnet. „Battle of Big Dry Wash“ war der letzte Kampf der Apachen gegen die Soldaten im Gebiet von Arizona und bezeichnet das Ende der Apachenkriege.

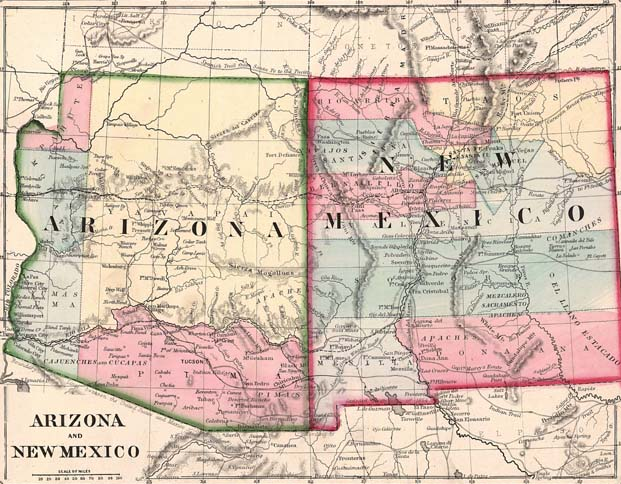
Das Gebiet um Arizona (1867) mit dem angrenzenden New-Mexico-Territorium

Anfang September 1882 waren die Apachen mit ihren Banden in der Sierra Madre Occidental. Ein Apache namens „Tso-ay“ verließ Chatos Bande und verriet das Lager seiner Stammesgenossen an Crook. Mit allen verfügbaren Soldaten, geführt von Sieber und seinen Scouts, verließ Crook am 1. Mai 1883 Fort Willcox und setzte den Apachen so hartnäckig nach, dass sie schon Ende des Monats kapitulierten. Crook behandelte die Anführer menschlich und schaffte so zwei Jahre Ruhe im Apachenland. Obwohl Loco das Kriegsbeil für immer begrub, hinderte das die Armeeführung nicht, auch ihn 1886 in die Verbannung nach Florida zu schicken. Die kriegerischen Angriffe der Apachen waren jedoch immer noch nicht beendet. Weitere 73 Soldaten und Siedler wurden durch Apachen getötet. Crook entsandte seine Kavallerie unter Captain Emmet Crawford mit 92 Indianerscouts, geführt von Sieber.
Am 11. Juni 1883 war Al Sieber mit der Gefangennahme von Geronimo beauftragt worden, nachdem dies zuvor schon jahrelang mit hunderten von Soldaten ergebnislos versucht worden war. Die Scouts stießen auf Geronimos Lager, aber der verwegene Häuptling entkam. Ein weiteres halbes Jahr entging er immer wieder den zahlenmäßig weit überlegenen Truppen. Crook wurde am 2. April 1886durch General Nelson Appleton Miles ersetzt. Siebers langjähriger Gefährte Tom Horn übernahm den Posten des Chief-Scouts.
Erst First Lieutenant Charles B. Gatewood gelang es mit einigen Apachenscouts, Geronimo zur Aufgabe zu bewegen. Geronimo stellte sich mit seinen restlichen 36 Kriegern aber endgültig erst am 4. September 1886, nachdem ein Kopfgeld von 2000 Dollar auf ihn ausgesetzt worden war. Auch Geronimo wurde zusammen mit den Apachenscouts nach Florida in die Reservation verbracht.
George Crook beschrieb Al Sieber 1884 folgendermaßen:

„Er ist sechs Fuß [ca. 1,83 Meter] groß, wiegt 190 Pfund [ca. 86 kg] und scheint nur aus Knochen und Muskeln zu bestehen. Augen und Haar sind dunkel, sein Aussehen ist nicht außergewöhnlich. Er kann mit seinen Scouts sechzig Meilen am Tag zurücklegen, darüber hinaus ist er ein unvergleichlicher Gewehrschütze. Seine Furchtlosigkeit ist berühmt.“

### Verwundung
Der Apache Kid, ein ehemaliger Scout Siebers, der es 1882 zum Rang eines Sergeant gebracht hatte, war unter Weißen aufgewachsen und der Sohn des Apachen-Häuptlings Toga-De-Chuz, welcher 1887 von Indianern im San-Carlos-Reservat getötet wurde. Apache Kid, wie der damals etwa 27-jährige Ski-Be-Nan-Ted später genannt wurde, wollte die Mörder verfolgen, erhielt aber nicht die Erlaubnis, das Reservat zu verlassen. Daraufhin stahl er sich heimlich fort und brachte die Mörder seines Vaters um. Als er zurückkehrte, sollte er von Sieber festgenommen und der Verurteilung zugeführt werden. Widerstrebend gehorchte der alte Scout Sieber und erklärte dem jungen Mann den Grund seines Kommens. Was dann am 1. Juni 1887 geschah, ist mit letzter Sicherheit nicht geklärt worden. Es wurde erst 1889 festgestellt, dass Apache Kids Begleiter „Curly“ das Feuer auf Sieber eröffnete, ihn niederschoss und danach alle in die Berge flohen.
Sieber überlebte, doch fünf Monate lang musste er sich liegend unter der brennenden Sommerhitze von Arizona in seiner Wohnung auskurieren. Die Kugel hatte sein linkes Bein auf einer Länge von fünf Zoll zertrümmert. Eine Amputation blieb ihm zwar erspart, sein Bein blieb aber verkrüppelt. Trotz seiner eingeschränkten Beweglichkeit, deretwegen man ihn später – gleichwohl anerkennend – den „lahmen Löwen“ (The Lame Lion) nannte, nahm er nochmals die Verfolgung auf, konnte aber keine Spur von Apache Kid finden.
Siebers Entlassung aus dem Scoutdienst, nach „20 Jahren treuem und unübertroffenem Dienst“, am 5. Dezember 1890 ging eine vier Jahre lange Auseinandersetzung mit dem Agenten Captain John Bullis voraus, die schon vor dem Verhaftungsversuch von Apache Kid begann. Sieber setzte sich für eine gerechtere Behandlung der Apachen auf San Carlos ein, die von dem korrupten Indianeragenten betrogen und schlecht behandelt wurden.

### Die letzten Jahre
Al Sieber erhielt lange keinen Dank und auch keine Altersbezüge und fand nach seiner Entlassung nur noch wenig Beachtung. Er ließ sich am Pinto Creek in der Nähe von Globe (Arizona) nieder und verdiente sich erfolgreich seinen Lebensunterhalt mit den Erlösen aus Minen, die er früher gefunden und für sich reklamiert hatte. Albert Sieber hatte nie geheiratet, eine Ehe wäre mit seinem Lebensstil kaum vereinbar gewesen. Stets bemühte er sich um diejenigen Apachen, die zuverlässige Arbeit leisteten.

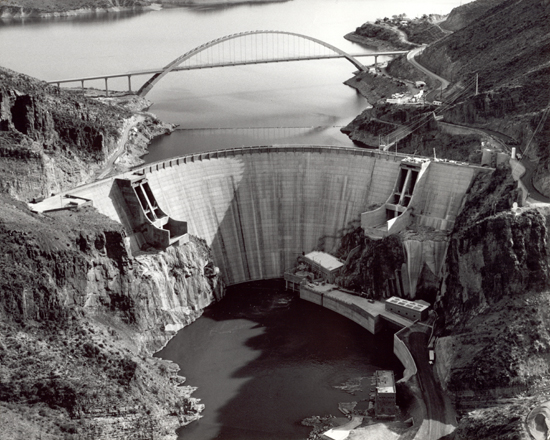
Roosevelt-Staudamm

Als 1905 mit dem Bau des Roosevelt-Staudammes begonnen wurde, übernahm Sieber, unter Rheuma leidend, die Leitung der Apachen, welche die Straßenarbeiten an der Tonto Road, ca. 76 Meilen (um die 120 km) nordöstlich von Phoenix (Arizona), verrichteten.
Am 2. Februar 1906 wurde Albert Sieber von Dr. R. F. Palmer für ein medizinisches Gutachten untersucht, damit er eine Pension empfangen konnte. Dieses Protokoll ist überliefert und beschreibt Sieber folgendermaßen:

“Mr. Seiber is a man of 62 years, 198 lbs, 5.11 1/2 ft. Chest measures 38 to 40 inches. Abdomen 40 in. General appearance is that of a man who has led a life of exposure. Walks slowly with a decided limp on the left leg, and with apparent stiffness in all of the joints. He presents the following wounds and scars:
Head, About middle of R. Occipito-parietal suture is a depression which will admit the tip of a finger. Said to have been caused by a shell wound at Gettysburg, July 2nd 1863. Right leg, Extant surface at about middle of leg is a circular scar 1 in diameter. Another scar between the knee cap and head of fibula, oval in form, 1 3/4 in long. Said to be entrance and exit of bullet received at Gettysburg July 2nd 1863. Left leg is 3 inches shorter than right. An old ulcer 2 1/2 in diameter over lower third of tibia inner surface and a similar ulcer 1 3/4 in diameter over external surface. Said to have been received at San Carlos June 1st 1887. 5 in of tibia said to have been removed at the time and many small pieces have ulcerated through at various times since.”

„Sieber ist ein Mann von 62 Jahren, 198 lbs (=amerikanische Pfund), 5 Fuß 11 ½ Zoll groß, Brustumfang 38 zu 40 Zoll, Unterleib 40 Zoll. Die Gesamterscheinung ist die eines Mannes, der ein Leben der Extreme geführt hat. Er geht langsam und hinkt dabei stark auf dem linken Bein, wobei eine offensichtliche Versteifung aller Gelenke besteht. Er weist folgende Wunden und Narben auf: 
Kopf: Ungefähr in der Mitte der rechten okzipitoparietalen Naht findet sich eine Eindellung etwa in der Größe einer Fingerkuppe. Sie stammt seinen Angaben zufolge von einer Geschosswunde aus [der Schlacht von] Gettysburg vom 2. Juli 1863. Rechtes Bein: In der Oberschenkelmitte befindet sich eine zirkuläre Narbe von einem Zoll Durchmesser. Eine weitere Narbe ist zwischen Kniescheibe und dem Wadenbeinköpfchen gelegen, ovalär und 1 3/4 Zoll lang. Diese Narben sollen dem Ein- und Austrittsloch einer Gewehrkugel entsprechen, die ihn am 2. Juli 1863 bei Gettyburg traf. Das linke Bein ist 3 Zoll kürzer als das rechte. Ferner [existiert] ein altes Geschwür von 2 1/2 Zoll Durchmesser über dem unteren Drittel der inneren Schienbeinoberfläche und ein vergleichbares Geschwür von 1 3/4 Zoll Durchmesser über der äußeren Oberfläche. Diese Wunde soll vom [Feuergefecht mit Apache Kid am] 1. Juni 1887 bei San Carlos herstammen. Er gab an, dass 5 Splitter unmittelbar aus der frischen Wunde entfernt worden seien, dass aber danach noch zahlreiche kleine Teile durch Geschwürbildung ihren Weg an die Oberfläche gefunden hätten.“

### Die letzte Spurensuche
Viele Ereignisse in seinem Wohnort Globe drehten sich um den berühmten alten Pfadfinder Al Sieber. Sogar in seinem letzten Lebensjahr wurde Sieber in ein dramatisches Ereignis mit einbezogen.
Am 31. Januar 1907 wurden Laura Morris und ihre viereinhalb Jahre alte Tochter Arminta Ann brutal mit einem Messer nahe des im Bau befindlichen Roosevelt-Dammes ermordet. Arizona-Ranger Jim Holmes ersuchte Al Sieber als Deputy U.S. Marshal um Hilfe bei der Aufklärung des Falles. Sieber nahm zwei Apachen-Scouts zur Unterstützung mit. Da es zuvor geregnet hatte, waren die Scouts in der Lage, den Fußspuren des Mörders zu folgen. Sie kamen zu einer Pfütze, in welcher der Mörder seine Hände gewaschen hatte. Durch ihre Scout-Erfahrungen konnten sie aus den Spuren lesen, dass der Mörder etwas von diesem Punkt aus weggeworfen haben musste. Sie warfen einige Steine in die vermutete Richtung. Als sie nachkontrollierten, wo die Steine heruntergefallen waren, fanden sie die Mordwaffe. Sie kannten das Messer und wussten, dass es William Baldwin gehörte. Auf diese Weise wurde der Mord durch Sieber rasch aufgeklärt.

## Tod
Acht Tage vor seinem 64. Geburtstag war Al Sieber immer noch mit dem Bau an der Tonto Road beschäftigt. Am 19. Februar 1907 (Dienstag) wurde er bei der Beseitigung eines großen Felsbrockens getötet, als dieser herunterrollend alles unter sich zermalmte.
Aufzeichnung des Doktor Frank Pennell, Roosevelt, AZ, 19. Februar 1907 bei der Leichenschau: „Ich bestätige hiermit die Todesursache von Al Sieber war auf Grund der Verletzungen, die durch einen rollenden Felsbrocken entstanden. Die Verletzungen waren im einzelnen: Auf der rechten Seite wurde der Thorax völlig zerquetscht, das rechte Bein wurde unterhalb des Knies komplett zerdrückt, am rechten Unterarm wurden beide Knochen gebrochen.“ unterzeichnet FC Pennell M.D.
Die genauen Details seines Todes sind undeutlich. Es finden sich folgende vier Versionen:

### Unterschiedliche Darstellungen
Auf den Seiten der Karl-May-Stiftung wird sein Tod wie folgt geschildert:

„Als 1905 mit dem Bau des Roosevelt-Staudammes begonnen wurde, übernahm Sieber die Leitung der Apachen, die die Straßenarbeiten verrichteten. 1907 wurde während des Baus eine Felsspitze weggesprengt, die einen großen Geröllblock zurückließ; dieser balancierte unsicher auf einem kleineren Stein. Sieber hatte sich während der Apachenkriege nicht gescheut, auf Indianer zu schießen, aber er erkannte hier die Gefahr und hielt die Apachen zurück, um selbst den Stützstein herauszuschlagen. Wegen seines lahmen Beines konnte er nicht schnell genug zurückspringen und wurde von dem nachstürzenden Fels getötet. Das geschah am 19. Februar 1907. Mit militärischen Ehren wurde er in Globe beigesetzt. Als sein Tod in Phoenix bekannt wurde, verschob die gesetzgebende Versammlung ihre Sitzung auf den folgenden Tag, um damit seinem Andenken Ehre zu erweisen. Auf dem Friedhof in Globe errichtete ihm die Territorialbehörde ein Denkmal; ein zweites wurde ihm an der Stelle, an der er gestorben war, gesetzt – hierfür gaben die Apachen die Anregung, und sie halfen bei der Aufstellung. Der Berg, auf dem dieses Denkmal steht, trägt den Namen „Sieber“. Bei den Apachen blieb der ‚Mann aus Eisen‘ unvergessen.“

Der Schriftsteller Dan L. Thrapp schildert in seinem Buch Al Sieber Chief of Scouts, auf Seite 400 f. folgende Version:

„19. Februar 1907, den ganzen Tag untergruben die Apachen einen runden Monolith mit einem Gewicht von circa fünf oder sechs Tonnen. Sie schaufelten den Weg frei, um ihn den Hang hinunterzurollen. Am Abend war das Werk immer noch nicht vollendet und sollte auf den nächsten Tag verschoben werden. Sieber hasste es, eine Arbeit nicht zu beenden. Also sollte noch einmal versucht werden, den Stein den Abhang hinunterzurollen. Der Felsbrocken gab aber nicht nach. Der alte Scout rief: ‚Wartet eine Minute, ich will nachschauen, wo das Problem liegt.‘ Sieber humpelte unter Schmerzen langsam den Hang hinunter, nahm einen Knüppel zu Hilfe und schlüpfte außerhalb der Sichtweite der Arbeiter unter den großen Monolithen. Plötzlich bewegte sich der Felsbrocken, stürzte hangabwärts und ebnete alles auf seinem Weg ein. Dreißig Indianer erstarrten vor Schreck. Sie rannten den Berg hinunter und fanden den zerquetschten Körper des alten Mannes. Aber es war zu spät, Al starb lautlos. Er starb, wie er lebte, ohne Furcht, ohne Gejammer, ohne Geschrei und ohne Beschwerde. Al Sieber, Einwanderer, Soldat, Gesetzesmann, Kundschafter, Indianerkämpfer – ein Mann beendete sein letztes Abenteuer.“

Armin M. Brandt beschreibt denselben Tag in seinem Buch Nicht nur Helden – Nicht nur Schurken auf den Seiten 128 f. folgendermaßen:

„Am 19. Februar 1907 mußte für dieses Projekt eine Sprengung vorgenommen werden, da ein Felsen auf die Straße zu stürzen drohte. Die Lunte war bereits gezündet, als Sieber einige indianische Arbeiter sah, die nicht in Deckung lagen. Schreiend humpelte er ihnen entgegen und versuchte sie auf die drohende Gefahr aufmerksam zu machen. Kaum hatten sich die Apache in Sicherheit gebracht, als die Explosion erfolgte. Ein Gesteinsregen ging auf Al Sieber nieder, der den Tod fand. Sein Leichnam wurde nach Globe gebracht und mit militärischen Ehren beigesetzt.“

Aus weiteren Aufzeichnungen gehen die letzten Informationen über seinen Tod hervor. W. H. Napier schrieb am 1. August 1956 seinem Kameraden aus der 14. Arizona Cavalry Marvin C. Hepler:

„Al Sieber wurde getötet … War es ein Unfall? Viele der alten Kämpfer schüttelten den Kopf. Er hatte viele Feinde unter den Apachen.“

Adam Marty, ein Kamerad seit ihren Tagen in der B Company, vermerkte in seinem Notizbuch am Todestag die folgende Aufzeichnung:

„Chef der Pfadfinder unter Crook in Arizona, durch (Apache-)Kid getötet.“

Vielleicht wussten beide etwas Genaueres über Al Siebers Tod, was heute nicht mehr zu ergründen ist.

### Begräbnis und Gedenkstein
Siebers Beerdigung fand mit militärischen Ehren am Freitag, dem 22. Februar 1907 in Globe Cemetery, Gila County statt.
Der Grabstein wurde von der Territorial-Behörde durch den Präsidenten des Arizona Territorial Councils und späteren Governor von Arizona George W. P. Hunt als Andenken erstellt und kann heute noch in Arizona besucht werden. Sieber liegt zwischen weiteren bekannten Männern begraben, so zum Beispiel Phin Clanton, Sheriff Henry Thompsen, Edward P. Shanley und Frank A. Nash.

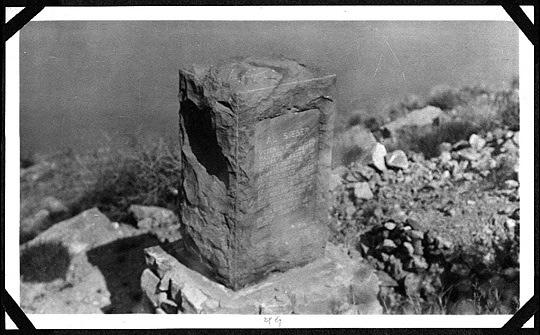
Siebers alter Gedenkstein am Straßenrand beim Roosevelt Lake

Aus dem Felsen, der ihn erschlug, wurde ein zweiter Gedenkstein gefertigt und an der Stelle von Siebers Tod errichtet. Dies war neben der Tonto-Road Route 188, auf dem alten Apache Trail in Gila County, Arizona. Hierfür gaben die Apachen die Anregung und halfen auch bei dessen Aufstellung mit. Bei der Erweiterung der Tonto-Road wurde dieser Stein an den Straßenrand versetzt. Im Jahr 2002 wurde er durch einen neuen, auf einem Podest stehenden Gedenkstein ersetzt.

## Rezeption
Eagle
Der dem Vernehmen nach tapferste, klügste und meistrespektierte Chiricahua-Häuptling Cochise schloss nach vielen heftigen Aufeinandertreffen Frieden mit Al Sieber und nahm ihn als seinen Blutsbruder an. Mit dieser Zeremonie schenkte Cochise seinem ehemaligen Gegner die höchstmögliche Ehre. Al Siebers Indianername war fortan Eagle (‚Adler‘).

Seiber Point
Will Barnes vom United States Board on Geographic Names setzte sich dafür ein, dass Al Sieber für seine Taten postum von der Regierung geehrt wurde. 1932 war es dann soweit: ein Aussichtspunkt sollte benannt werden. Unglücklicherweise wurde er als „Seiber Point“ falsch geschrieben (im Englischen wird „ei“ in der Regel wie deutsch „ie“ ausgesprochen) und so in den Landkarten verzeichnet.
Diese Bergspitze liegt an der nordöstlichen Ecke des Grand Canyon in 1.964,13 m Höhe (Koordinaten: 36° 18′ N, 111° 57′ W).
Sieber Creek
Bereits 1879 wurde für den „famous government scout“ ein kleiner Bach auf den Namen Sieber Creek benannt. Nur auf Detailkarten ist dieser Bach vermerkt, welcher südlich des Green Valleys etwa 25 Meilen südlich von Mazatzal City entfernt im Gila County fließt.
Straßennamen
50 km östlich von Phoenix (Arizona) wurden in Apache Junction zwei sehr kurze Straßen nach ihm benannt. Die beiden nicht zusammenhängenden Straßen liegen exakt in Nord-Süd-Richtung und bilden eine Einzige, so dass sie mit N[orth] Al Sieber Road und S[outh] Al Sieber Road benannt sind.
Arlington National Cemetery
Auf General Georg Crooks Gedenkstein im Arlingtoner Nationalfriedhof ist Sieber auf einem Relief vom historischen Treffen 1883 mit Geronimo in der Sierra Madre, Mexiko verewigt.

## Filmische Rezeption
Mehrere Filme behandeln sein Leben und Kämpfen mit den Apachen:
- 1953: „Arrowhead“ (dt. Die Bestie der Wildnis) mit Charlton Heston als Kavallerie-Scout Ed Bannon (der laut Abspann Al Sieber darstellen soll).[76]
- 1954: „Apache“ (dt. Massai – Der große Apache) mit Burt Lancaster als Massai, Charles Bronson als Hondo, und John McIntire als „Al Sieber“.[77]
- 1954: „Eisenbahndetektiv Matt Clark“ mit Kenneth MacDonald als „Al Sieber“.[78]
- 1957: „Apache Warrior“ mit Jim Davis alias Ben Ziegler als „Al Sieber“.[79]
- 1967: „Silver Tombstone“ (dt. Ein Grabstein aus Silber, in der Sendereihe: „Im Wilden Westen“, Folge 96) mit Willard Sage als „Al Seiber“ (sic), sowie Martin Strother in der Rolle des Ed Schieffelin.[80]
- 1979: „Mr. Horn“ (dt. Scouts) mit Richard Widmark als „Al Sieber“ und David Carradine als „Tom Horn“.[A 49][81][82]
- 1993: „Geronimo: An American Legend“[A 50] (dt. Geronimo – Eine Legende) mit Robert Duvall als „Al Sieber“ und Gene Hackman als General Crook.

### Englisch
- John Gregory Bourke: On the Border with Crook. University of Nebraska Press, Lincoln 1891, ISBN 0-8094-3583-7;
  - dito Bison Books, 1971, ISBN 0-8032-5741-4
- John Gregory Bourke: The Diaries of John Gregory Bourke, University of North Texas Press, 2003, ISBN 1-57441-161-6
- Frank C. Lockwood: More Arizona Characters… University of Arizona, 1943
  - Dan L. Thrapp:[A 51] Al Sieber: Chief of Scouts. University of Oklahoma Press, Norman 1964, ISBN 0-8061-2770-8
  - Dan L. Thrapp: The Conquest of Apacheria. University of Oklahoma Press, Norman 1967, ISBN 0-8061-1286-7
  - Dan L. Thrapp: Encyclopedia of Frontier Biography Volume III, P-Z, University of Oklahoma Press, (Reprint 1991), ISBN 0-8032-9420-4
- Donald E. Worcester: The Apaches: Eagles of the Southwest‘ University of Oklahoma Press, 1992, ISBN 0-8061-1495-9 (englisch)
- Britton Davis: The Truth About Geronimo, Bison Books, 1976, ISBN 0-8032-5840-2
- Angie Debo: Geronimo: The Man, His Time, His Place, University of Oklahoma Press, 1982, ISBN 0-8061-1828-8
- John S. Goff: Arizona Biographical Dictionary. Black Mountain Press, Cave Creek, 1983
- Andrew J. Fenady: Claws of the Eagle, Walker and Company, New York, 1984, ISBN 0-8027-4027-8
- George Crook: General George Crook: His Autobiography, University of Oklahoma Press, 1986, ISBN 0-8061-1982-9
- Thomas Cruse: Apache Days and After. University of Oklahoma Press, 1987, ISBN 0-8032-6327-9
- Frank Cummins Lockwood: The Apache Indians, University of Nebraska Press, 1987, ISBN 0-8032-7925-6
- Artikel Sieber, Albert. In: Bill O'Neal: Fighting Men of the Indian Wars. A Biographical Encyclopedia of the Mountain Men, Soldiers, Cowboys, and Pioneers Who Took Up Arms During America's Westward Expansion Page. Barbed Wire Press, Stillwater (Oklahoma) 1991, ISBN 978-0-935269-07-9, S. 196–202 (online bei The Portal to Texas History)
- Ben T. Traywick: Legendary Characters of Southeast Arizona. Red Marie’s, Tombstone, 1992, ISBN 0-940666-94-4
- David Roberts: Once They Moved Like the Wind: Cochise, Geronimo, and the Apache Wars, Simon & Schuster, 1994 (Reprint, Touchstone, 2005) ISBN 0-671-88556-1
- Will Henry: I, Tom Horn, University of Nebraska Press; 1996, ISBN 0-8032-7283-9[A 52]
- Peter Cozzens: Eyewitnesses to the Indian Wars, 1865–1890 (The Struggle for Apacheria), Stackpole Books, 2001, ISBN 0-8117-0572-2
- Charles M. Robinson: General Crook and the Western Frontier, University of Oklahoma Press, 2001, ISBN 0-8061-3358-9
- Ron Field: US Army Frontier Scouts 1840–1921, Osprey Publishing, 2003, ISBN 1-84176-582-1
- Edwin R. Sweeney: FROM COCHISE TO GERONIMO, The Chiricahua Apaches 1874–1886, University of Oklahoma Press, 2004, ISBN 978-0-8061-4272-2
- Clare V. McKanna: White Justice in Arizona: Apache Murder Trials in the Nineteenth Century, Texas Tech University Press, 2005, ISBN 978-0-89672-554-6*
- Edwin L. Sabin: General Crook and the Fighting Apaches (1871–1886), Lulu Pr, 2008, ISBN 1-4097-1970-7
- Wilbur A. Haak, Gila County Historical Museum Archive: Globe,(The people of Globe), Arcadia Publishing, 2008, ISBN 0-7385-4833-2
- Charles B. Gatewood: Lt. Charles Gatewood & His Apache Wars Memoir, Bison Books, 2009, ISBN 0-8032-1884-2; Memoiren des Gefährten von Al Sieber während der Jagd nach Geronimos Abtrünnigen.
- The Founding of Fort Huachuca A MAGAZINE OF THE FORT HUACHUCA MUSEUM; Volume 6 (1999), Seite 106 ff. (engl. PDF 11 MB)
- Michael Farmer: „Killer of Witches: The Life and Times of Yellow Boy, Mescalero Apache“, Historical Novel, Five Star Publishing, 2015, ISBN 1-4328-3122-4

### Deutsch
- Benjamin Capps: Die großen Häuptlinge. Time Life Magazine, 1978, (2. Ein Guerillakrieg in der Wildnis, Cochise und Geronimo, S. 89) ISBN 90-6182-514-8
- Armin M. Brandt: Nicht nur Helden – Nicht nur Schurken. Wäser, Bad Segeberg 1981, ISBN 3-87883-005-X
- Donald E. Worcester: Die Apachen – ‚Adler des Südwestens‘, Econ Verlag 1982, ISBN 3-430-19854-2
- Michael Rehs: Wurzeln in fremder Erde. Zur Geschichte der südwestdeutschen Auswanderung nach Amerika. DRW-Verlag, Stuttgart 1984, ISBN 3-87181-231-5.
- Sabine Beneke: Karl May: Imaginäre Reisen: Begleitheft zur Ausstellung des Deutschen Historischen Museums, Berlin, vom 31. August 2007 bis 6. Januar 2008, ISBN 3-939825-44-1
- Rächer ohne Gnade. Aus dem Leben des Apache Kid. Bastei, Bergisch Gladbach 2007 (Western-Legenden Heft 87)